# Euphonia cyanocephala
La tangará cabeza celeste, curruñatá corona azul o eufonia cabeciazul (Euphonia cyanocephala) es una especie de ave de la familia Fringillidae, anteriormente clasificada como Thraupidae, que se encuentra en Argentina, Uruguay, Bolivia, Brasil, Colombia, Ecuador, Guayana francesa, Guyana, Paraguay, Perú, Surinam, Trinidad y Tobago y Venezuela.

## Hábitat
Vive en los bordes del bosque húmedo de montaña y en áreas semiabiertas o abiertas con árboles, generalmente en elevaciones entre los 600 y 2600 m de altitud.

## Descripción
Mide entre 11 y 11,5 cm de longitud y pesa aproximadamente 14 g. La corona y la nuca son de color azul celeste en ambos sexos; el macho tiene el dorso, las mejillas y la garganta color negro azulado brillante; las partes inferiores y el urpigio son de color amarillo intenso. La hembra tiene el plumaje verde, oscuro en el dorso y claro a amarillento en las inferiores y presenta una franja ocrácea en la frente sobre el pico.

## Alimentación
Se alimenta generalmente de frutas silvestres variadas y también de insectos pequeños. No frecuenta las plantaciones de frutales.

## Reproducción
Construye con hierba y musgo un nido de forma globular, en algún árbol entre 4 a 8 m de altura del suelo o en barrancos altos, por ejemplo en cortes de carretera. La hembra pone dos huevos color crema con manchas color marrón y negro.